# Gabriela Pérez del Solar
Gabriela Lourdes Pérez del Solar Cuculiza (Ica, 10 luglio 1968) è un'ex pallavolista e politica peruviana.
Giocava nel ruolo di centrale. Medaglia d'argento con la nazionale peruviana alle Olimpiadi di Seul del 1988, nel 2010 è stata inserita nella Volleyball Hall of Fame.

## Biografia
Dopo essersi ritirata dalla nazionale peruviana, nel 1993 ottenne la cittadinanza italiana; le fu chiesto di giocare con la nazionale azzurra, tuttavia lei rifiutò. Nel 2004 si ritirò definitivamente dalla pallavolo.
Nel 2005 intraprese la carriera politica quando Lourdes Flores le chiese di essere inserita nella sua lista alle elezioni presidenziali. L'anno seguente, alle elezioni fu la quinta più votata del Paese e la più votata della propria lista, Unità Nazionale. Nel 2011 fu nuovamente eletta nel Congresso del Perù tra le file del Partito Popolare Cristiano.

## Palmarès

### Club
- Campionato italiano: 3

1989-90, 1990-91, 1992-93
- Coppa Italia: 2

1990-91, 1992-93
- Supercoppa italiana: 1

1999
- Coppa dei Campioni: 3

1991-92, 1992-93, 1999-00
- Coppa delle Coppe: 3

1994-95, 1995-96, 1996-97
- Supercoppa europea: 1

1996

### Nazionale (competizioni minori)
- Campionato sudamericano Under-18 1982
- Campionato sudamericano Under-20 1982
- Campionato sudamericano Under-18 1984
- Campionato sudamericano Under-20 1984
- Campionato sudamericano Under-20 1986
- Giochi Panamericani 1987
- Giochi Panamericani 1991

### Individuale
- 1985 - Coppa del Mondo: Miglior muro
- 1987 - Mondiale Under-20: Miglior attaccante
- 1988 - Giochi Olimpici: Miglior ricezione
- 1989 - Campionato sudamericano: MVP
- 1989 - Campionato sudamericano: Miglior realizzatrice
- 1989 - Campionato sudamericano: Miglior muro
- 1990 - Coppa dei Campioni: MVP
- 1991 - Coppa del Mondo: Miglior muro
- 1993 - Coppa dei Campioni: Miglior muro
- 1993 - Campionato sudamericano: MVP
- 1993 - Campionato sudamericano: Miglior muro